# فرد هيلتون
فرد هيلتون (15 يناير 1948 بباتون روج في الولايات المتحدة - ) (بالإنجليزية: Fred Hilton)‏ هو لاعب كرة سلة أمريكي في مركز هجوم خلفي.

## وصلات خارجية
- فرد هيلتون على موقع إن بي أي (الإنجليزية)
- فرد هيلتون على موقع سبورتس رفرنس (الإنجليزية)
- فرد هيلتون على موقع ريلجم (الإنجليزية)
- فرد هيلتون على موقع بروبوليرز (الإنجليزية)